# Hans Dahlgren
Hans Eric Albert Dahlgren, est un diplomate et homme politique suédois, membre du Parti social-démocrate.
De 2019 à 2022, il est ministre des Affaires de l'Union européenne.